# Wireless Profibus
Wireless Profibus bezeichnet in der Automatisierungstechnik die drahtlose Übertragung von Datenpaketen des Feldbusses Profibus über eine Funkschnittstelle (anstatt der Übertragung über eine Kabelschnittstelle wie sonst üblich).
Dabei verhält sich die Funkstrecke technisch gesehen wie ein Kabel. Ein Profibus Master wie eine speicherprogrammierbare Steuerung (SPS), ein Programmiergerät oder ein Operatorpanel überträgt bei Profibus DP die Daten zyklisch zu angeschlossenen Profibus Slaves.
Die technische Herausforderung bei der Funkübertragung besteht darin, dass die Profibusdaten auf der Kabelschnittstelle von 9,6 kbit/s bis 12 MBit/s übertragen werden. Dabei ist eine exakte Einhaltung des Timings für den störungsfreien Betrieb zwingend. Funkstrecken können bei einer einfachen Übertragung der RS485-Pegels die Einhaltung des exakten Timings nicht gewährleisten. Das Prinzip der Umtastung der RS485-Physik auf ein anderes Medium geht nur bei einer Lichtschranke.
Es gibt drei technische Lösungsansätze für die Profibus-Funkübertragung.

## Funkmodem als Gateway
Bei Lösungsansatz 1 werden die Profibustelegramme nicht über Funk übertragen, sondern im Funkgerät befindet sich eine Profibus Slavefunktion.
Die Einbindung im Master erfolgt durch eine GSD-Datei. In dieser Beschreibungsdatei wird u. a. das Datengerüst definiert. Über den Funkkanal erfolgt dann nur der Austausch der Nettodaten. Dieser Lösungsansatz hat den Nachteil, dass die vielfältigen Überwachungsmechanismen der Profibusübertragung nicht verwendet werden können. So führt eine Unterbrechung der Funkstrecke nicht zu einem Busfehler, bei dem die angeschlossenen Teilnehmer den Verbindungsabbruch erkennen und nach einem vorgegebenen Störungsverhalten reagieren können. Der Vorteil besteht für den Hersteller in einer einfachen technischen Realisierung, indem eine Entkopplung des Timings von der Funkstrecke erfolgt.

## Transparente Funkübertragung mit Veränderungen des Timings
Beim Lösungsansatz 2 wird die zyklische Profibus-Übertragung sehr stark verlangsamt, indem man nach einem Telegramm große Pausen bis zum nächsten Telegramm einfügt.
Damit wird eine sehr viel größere Antwortzeit ermöglicht. Mit diesem Lösungsansatz kann der Profibus von 9,6 kbit/s bis 93,75 kbit/s betrieben werden. Dazu wird die TSLOT Zeit auf den maximalen Wert von 16000-bit-Zeiten erhöht. Allerdings können hier keine kabelgebundenen Teilnehmer am gleichen Master angeschlossen werden, der auch eine Funkstrecke betreibt. In der Praxis kann man zyklisch noch alle 150 ms ein Datenpaket übertragen.
Für diese Variante ist die Verwendung von sehr einfachen billigen Funkmodulen möglich. Allerdings reichen Unterbrechungen der Funkstrecke von 100 ms aus, einen Profibusfehler am Master auszulösen.

## Transparente Funkübertragung ohne Veränderungen des Timings
Der 3. Lösungsansatz besteht darin, die Daten am Funkmodul mit sehr hoher Datenrate an der Kabelschnittstelle anzunehmen, die zyklischen redundanten Daten zu entfernen und nur die Änderungen über Funk zu übertragen. Damit ist es möglich den Profibus Master mit einer sehr hohen Datenrate auf der Kabelschnittstelle so zu betreiben, dass sich die Funkstrecke funktionell wie ein Kabel verhält ohne Veränderung der Einstellungen im Profibus Masters verglichen mit einer Kabelschnittstelle. Dabei bleiben alle Profibus Diagnosefunktionen erhalten und beliebige Profibus Master und Slaves können über die Funkstrecke angekoppelt werden.
Der Vorteil für den Anwender besteht darin, dass die Programmierung der SPS wie bei einer Kabelverbindung erfolgt, alle Profibus Funktionen erhalten bleiben und bei Timingschwankungen der Funkstrecke keine Profibusfehler ausgelöst werden. Eine Zeitüberwachungsfunktion im Funksystem löst erst ab einer frei parametrierbaren Zeit die Unterbrechung aus, vergleichbar mit einem Kabelbruch.